# Saison NBA Development League 2011-2012
Navigation
Saison 2010-2011 Saison 2012-2013
La saison NBA Development League 2011-2012 est la 11e saison de la NBA Development League, la ligue mineure de la National Basketball Association (NBA). Les Toros d'Austin remportent le titre de champion en s'imposant en finale face aux D-Fenders de Los Angeles.
La ligue a été créée en 2001 sous le nom de National Basketball Development League (NBDL). Elle a adopté son nom actuel en 2005 pour refléter son affiliation étroite avec la NBA.
La saison 2011-2012 a été disputée par 16 équipes. Les D-Fenders de Los Angeles, après avoir passé une saison inactive, rejoignent les 15 équipes de la saison précédente. Le Flash de l'Utah a cessé ses activités à la fin de la saison précédente et ne jouera pas pendant la saison 2011-2012. Les Thunderbirds du Nouveau-Mexique ont déménagé à Canton, dans l'Ohio, et ont été renommés Charge de Canton.
Cette saison, neuf équipes ont des partenariats d’affiliation unique avec des équipes de la NBA, contre quatre la saison précédente. Cinq d’entre eux, les Toros d'Austin, le Charge de Canton, les Wizards du Dakota, les D-Fenders de Los Angeles et les 66ers de Tulsa, appartiennent à leurs affiliés de la NBA. Quatre équipes, les Bayhawks d'Érié, les Vipers de Rio Grande Valley, l'Armor de Springfield et les Legends du Texas, ont un partenariat hybride à affiliation unique avec les équipes de la NBA, où leurs opérations de basket-ball sont contrôlées par leurs affiliés de la NBA. Les sept autres équipes sont affiliées à trois équipes de la NBA chacune.

## Équipes et entraîneurs
| Équipe                   | Ville                      | Salle                              | Entraîneur                                        | Affilié(s) NBA                                         |
| Conférence Est           | Conférence Est             | Conférence Est                     | Conférence Est                                    | Conférence Est                                         |
| ------------------------ | -------------------------- | ---------------------------------- | ------------------------------------------------- | ------------------------------------------------------ |
| Canton Charge            | Canton, Ohio               | Canton Memorial Civic Center       | Alex Jensen                                       | Cleveland Cavaliers                                    |
| Dakota Wizards           | Bismarck, Dakota du Nord   | Bismarck Civic Center              | Nate Bjorkgren                                    | Golden State Warriors                                  |
| Erie BayHawks            | Érié, Pennsylvanie         | Tullio Arena                       | Jay Larranaga                                     | New York Knicks                                        |
| Fort Wayne Mad Ants      | Fort Wayne, Indiana        | Allen County War Memorial Coliseum | Joey Meyer (jusqu'au 6 janvier) Steve Gansey      | Detroit Pistons, Indiana Pacers, Milwaukee Bucks       |
| Iowa Energy              | Des Moines, Iowa           | Wells Fargo Arena                  | Kevin Young                                       | Chicago Bulls, New Orleans Hornets, Washington Wizards |
| Maine Red Claws          | Portland, Maine            | Portland Expo Building             | Dave Leitao                                       | Boston Celtics, Charlotte Bobcats, Philadelphia 76ers  |
| Sioux Falls Skyforce     | Sioux Falls, Dakota du Sud | Sioux Falls Arena                  | Morris McHone                                     | Miami Heat, Minnesota Timberwolves, Orlando Magic      |
| Springfield Armor        | Springfield, Massachusetts | MassMutual Center                  | Bob MacKinnon Jr.                                 | New Jersey Nets                                        |
| Conférence Ouest         |                            |                                    |                                                   |                                                        |
| Austin Toros             | Cedar Park, Texas          | Cedar Park Center                  | Brad Jones                                        | San Antonio Spurs                                      |
| Bakersfield Jam          | Bakersfield, Californie    | Jam Events Center                  | Will Voigt                                        | Los Angeles Clippers, Phoenix Suns, Toronto Raptors    |
| Idaho Stampede           | Boise, Idaho               | CenturyLink Arena Boise            | Randy Livingston                                  | Denver Nuggets, Portland Trail Blazers, Utah Jazz      |
| Los Angeles D-Fenders    | El Segundo, Californie     | Toyota Sports Center               | Eric Musselman                                    | Los Angeles Lakers                                     |
| Reno Bighorns            | Reno, Nevada               | Reno Events Center                 | Paul Mokeski                                      | Atlanta Hawks, Memphis Grizzlies, Sacramento Kings     |
| Rio Grande Valley Vipers | Hidalgo, Texas             | State Farm Arena                   | Nick Nurse                                        | Houston Rockets                                        |
| Texas Legends            | Frisco, Texas              | Dr Pepper Arena                    | Del Harris                                        | Dallas Mavericks                                       |
| Tulsa 66ers              | Tulsa, Oklahoma            | Tulsa Convention Center            | Nate Tibbetts (jusqu'au 5 décembre) Dale Osbourne | Oklahoma City Thunder                                  |

## Saison régulière

### Classement
| Conférence Est          | Conférence Est | Conférence Est | Conférence Est | Conférence Est |
| Équipe                  | Victoires      | Défaites       | % de victoires | Écart          |
| ----------------------- | -------------- | -------------- | -------------- | -------------- |
| Armor de Springfield    | 29             | 21             | 58,0 %         | —              |
| Wizards du Dakota       | 29             | 21             | 58,0 %         | —              |
| BayHawks d'Érié         | 28             | 22             | 56,3 %         | 1              |
| Charge de Canton        | 27             | 23             | 54,0 %         | 2              |
| Energy de l'Iowa        | 25             | 25             | 50,0 %         | 4              |
| Red Claws du Maine      | 21             | 29             | 42,0 %         | 8              |
| Skyforce de Sioux Falls | 15             | 35             | 29,2 %         | 14             |
| Mad Ants de Fort Wayne  | 14             | 36             | 28,0 %         | 15             |

| Conférence Ouest            | Conférence Ouest | Conférence Ouest | Conférence Ouest | Conférence Ouest |
| Équipe                      | Victoires        | Défaites         | % de victoires   | Écart            |
| --------------------------- | ---------------- | ---------------- | ---------------- | ---------------- |
| D-Fenders de Los Angeles    | 38               | 12               | 76,0 %           | —                |
| Toros d'Austin              | 33               | 17               | 66,0 %           | 5                |
| Jam de Bakersfield          | 28               | 22               | 56,0 %           | 10               |
| Legends du Texas            | 24               | 26               | 48,0 %           | 14               |
| Vipers de Rio Grande Valley | 24               | 26               | 48,0 %           | 14               |
| 66ers de Tulsa              | 23               | 27               | 46,0 %           | 15               |
| Bighorns de Reno            | 21               | 29               | 42,0 %           | 17               |
| Stampede de l'Idaho         | 21               | 29               | 42,0 %           | 17               |

### Statistiques individuelles
| Catégorie                      | Joueur                                   | Équipe                                               | Statistique |
| ------------------------------ | ---------------------------------------- | ---------------------------------------------------- | ----------- |
| Points par match               | Blake Ahearn                             | Reno Bighorns                                        | 23,8        |
| Rebonds par match              | Marcus Lewis                             | Tulsa 66ers                                          | 12,7        |
| Passes décisives par match     | Jeremy Wise JamesOn Curry                | Bakersfield Jam Springfield Armor                    | 6,3         |
| Interceptions par match        | Dominique Coleman                        | Sioux Falls Skyforce                                 | 2,2         |
| Contres par match              | Hamady N'Diaye                           | Maine Red Claws Iowa Energy                          | 2,7         |
| Pourcentage au tir             | Greg Smith                               | Rio Grande Valley Vipers                             | 66,8%       |
| Pourcentage à 3 points         | Antoine Agudio                           | Canton Charge                                        | 53,9%       |
| Pourcentage aux lancers-francs | Blake Ahearn                             | Reno Bighorns                                        | 96,2%       |
| Double-doubles                 | Marcus Lewis                             | Tulsa 66ers                                          | 34          |
| Triple-doubles                 | Maurice Baker Kenny Hayes Elijah Millsap | Dakota Wizards Maine Red Claws Los Angeles D-Fenders | 2           |

## Playoffs
|  | Premier tour | Premier tour             | Premier tour |                    |   | Demi-finales             | Demi-finales | Demi-finales |  |  | Finale | Finale                   | Finale |
|  |              |                          |              |                    |   |                          |              |              |  |  |        |                          |        |
|  | 1            | D-Fenders de Los Angeles | 2            |                    |   |                          |              |              |  |  |        |                          |        |
|  | 1            | Energy de l'Iowa         | 0            |                    |   |                          |              |              |  |  |        |                          |        |
|  | 1            | Energy de l'Iowa         | 0            |                    | 1 | D-Fenders de Los Angeles | 2            |              |  |  |        |                          |        |
|  |              |                          |              |                    | 1 | D-Fenders de Los Angeles | 2            |              |  |  |        |                          |        |
|  |              |                          | 6            | Jam de Bakersfield | 0 |                          |              |              |  |  |        |                          |        |
|  | 4            | Wizards du Dakota        | 6            | Jam de Bakersfield | 0 | 0                        |              |              |  |  |        |                          |        |
|  | 4            | Wizards du Dakota        |              |                    |   | 0                        |              |              |  |  |        |                          |        |
|  | 6            | Jam de Bakersfield       | 2            |                    |   |                          |              |              |  |  |        |                          |        |
|  |              |                          |              |                    |   |                          |              |              |  |  | 1      | D-Fenders de Los Angeles | 1      |
|  |              |                          | 3            | Toros d'Austin     | 2 |                          |              |              |  |  |        |                          |        |
|  | 2            | Armor de Springfield     | 1            |                    |   |                          |              |              |  |  |        |                          |        |
|  | 7            | Charge de Canton         | 2            |                    |   |                          |              |              |  |  |        |                          |        |
|  | 7            | Charge de Canton         | 2            |                    | 7 | Charge de Canton         | 1            |              |  |  |        |                          |        |
|  |              |                          |              |                    | 7 | Charge de Canton         | 1            |              |  |  |        |                          |        |
|  |              |                          | 3            | Toros d'Austin     | 2 |                          |              |              |  |  |        |                          |        |
|  | 3            | Toros d'Austin           | 3            | Toros d'Austin     | 2 | 2                        |              |              |  |  |        |                          |        |
|  | 3            | Toros d'Austin           |              |                    |   | 2                        |              |              |  |  |        |                          |        |
|  | 5            | BayHawks d'Érié          | 1            |                    |   |                          |              |              |  |  |        |                          |        |

## Finale
|  |                          |  |     |     |     |
|  | Finale                   |  |     |     |     |
|  |                          |  |     |     |     |
|  |                          |  |     |     |     |
|  | D-Fenders de Los Angeles |  | 109 | 94  | 110 |
|  | D-Fenders de Los Angeles |  | 109 | 94  | 110 |
|  | Toros d'Austin           |  | 101 | 113 | 122 |

## Récompenses
MVP de la saison régulière : Justin Dentmon (Toros d'Austin)
Rookie de l'année : Edwin Ubiles (Wizards du Dakota)
Défenseur de l'année : Stefhon Hannah (Wizards du Dakota)
Joueur d'impact de l'année : Eric Dawson (Toros d'Austin)
Joueur ayant le plus progressé : Kenny Hayes (Red Claws du Maine)
Prix Jason Collier pour l'esprit sportif : Moses Ehambe (Energy de l'Iowa)
Entraîneur de l'année : Eric Musselman (D-Fenders de Los Angeles)
Dirigeant de l'année : David Higdon (Jam de Bakersfield)
MVP du All-Star D-League : Gerald Green (D-Fenders de Los Angeles)
| All-NBA D-League First Team : - Blake Ahearn (Bighorns de Reno) - Justin Dentmon (Toros d'Austin) - Greg Smith (Vipers de Rio Grande Valley) - Malcolm Thomas (D-Fenders de Los Angeles) - Edwin Ubiles (Wizards du Dakota) | All-NBA D-League Second Team : - Eric Dawson (Toros d'Austin) - Jeff Foote (Armor de Springfield) - Courtney Fortson (D-Fenders de Los Angeles) - Marcus Lewis (66ers de Tulsa) - Elijah Millsap (D-Fenders de Los Angeles) | All-NBA D-League Third Team : - Morris Almond (Red Claws du Maine) - Brandon Costner (D-Fenders de Los Angeles) - Dennis Horner (Armor de Springfield) - Jerry Smith (Armor de Springfield) - Sean Williams (Legends du Texas) |